# (5379) Abehiroshi
(5379) Abehiroshi ist ein Asteroid des Hauptgürtels, der am 16. April 1991 von den japanischen Astronomen Satoru Ōtomo und Osamu Muramatsu in Kiyosato entdeckt wurde. 
Benannt wurde er zu Ehren von  Hiroshi Abe, einem japanischen Amateurastronomen, der seit 1993 mit dem Yatsuka-Observatorium zusammenarbeitet.